# Dragspel

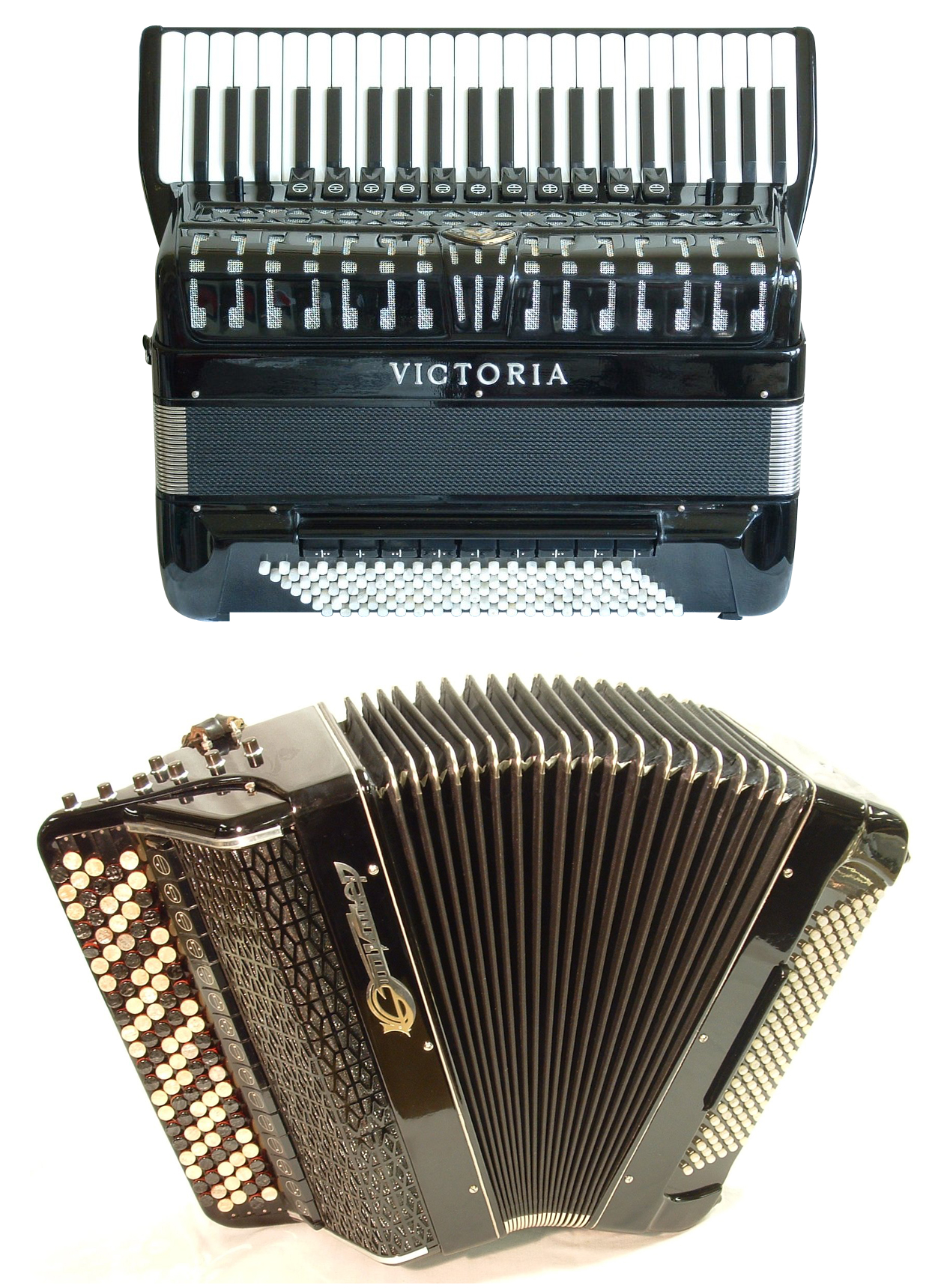
Pianodragspel (ovan) och knappdragspel (nedan).

Dragspel, även kallat dragharmonika, handklaver eller (mer avancerat) ackordeon, på finlandssvenska hajdare, är ett luftdrivet fritungeinstrument. Ljudet frambringas av små genomslående metalltungor, likt munspelet och orgelharmoniet, medan luftflödet åstadkoms med bälgen.

## Historia
Ett instrument med dragspelets grundprinciper konstruerades redan 1822 av Friedrich Buschmann under namnet Handäoline. Det första dragspelet patenterades dock av Cyrill Demian i Wien 1829 under namnet Akkordion.
De äldsta dragspelen var alla knappdragspel av den typ man kallar durspel. Med sina typiska registerknoppar blev de de första massproducerade dragspelen. De kallas ofta Magdeburgerspel eftersom det i den tyska staden Magdeburg vid den tiden tillverkades mängder av spel. Vid någon tidpunkt fanns 19 dragspelsfabriker i staden. I början var alla dragspel enradiga, diatoniska och växeltoniga (ger olika toner vid in- och utblås genom ventilerna) med två ackord i basen.
Senare utvecklades två- och treradiga dragspel. I slutet av 1800-talet kom liktoniga och kromatiska dragspel. Pianodragspelet lanserades omkring 1910.

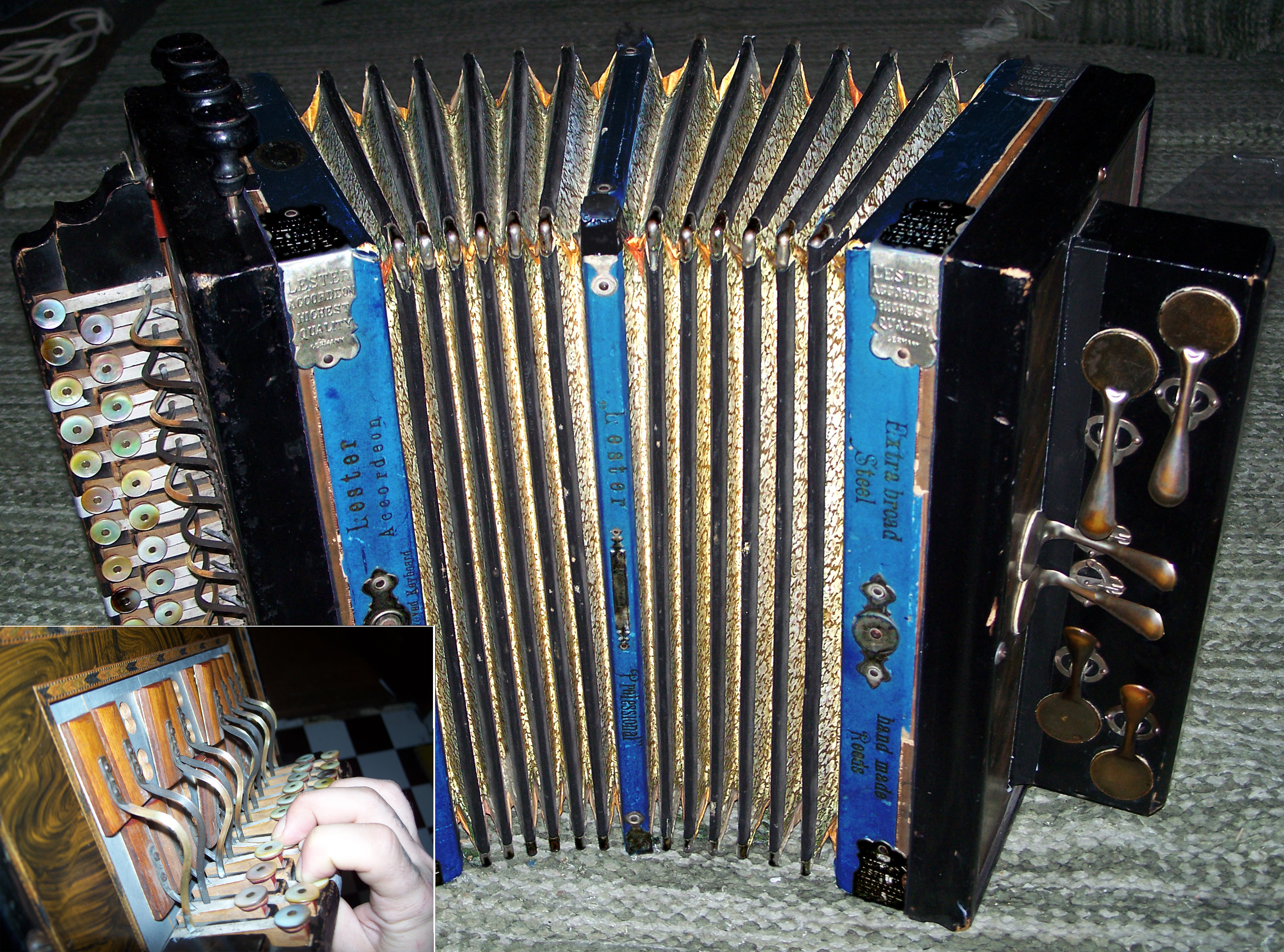
Knappdragspel av Magdeburgertyp.

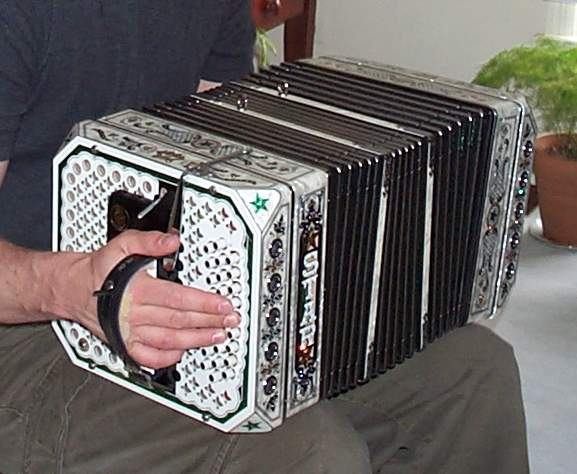
Bandoneon – ett fritungeinstrument – med störst genomslag inom tangomusik i Argentina, men senare även inom Tango nuevo med Astor Piazzola som en stor artist.

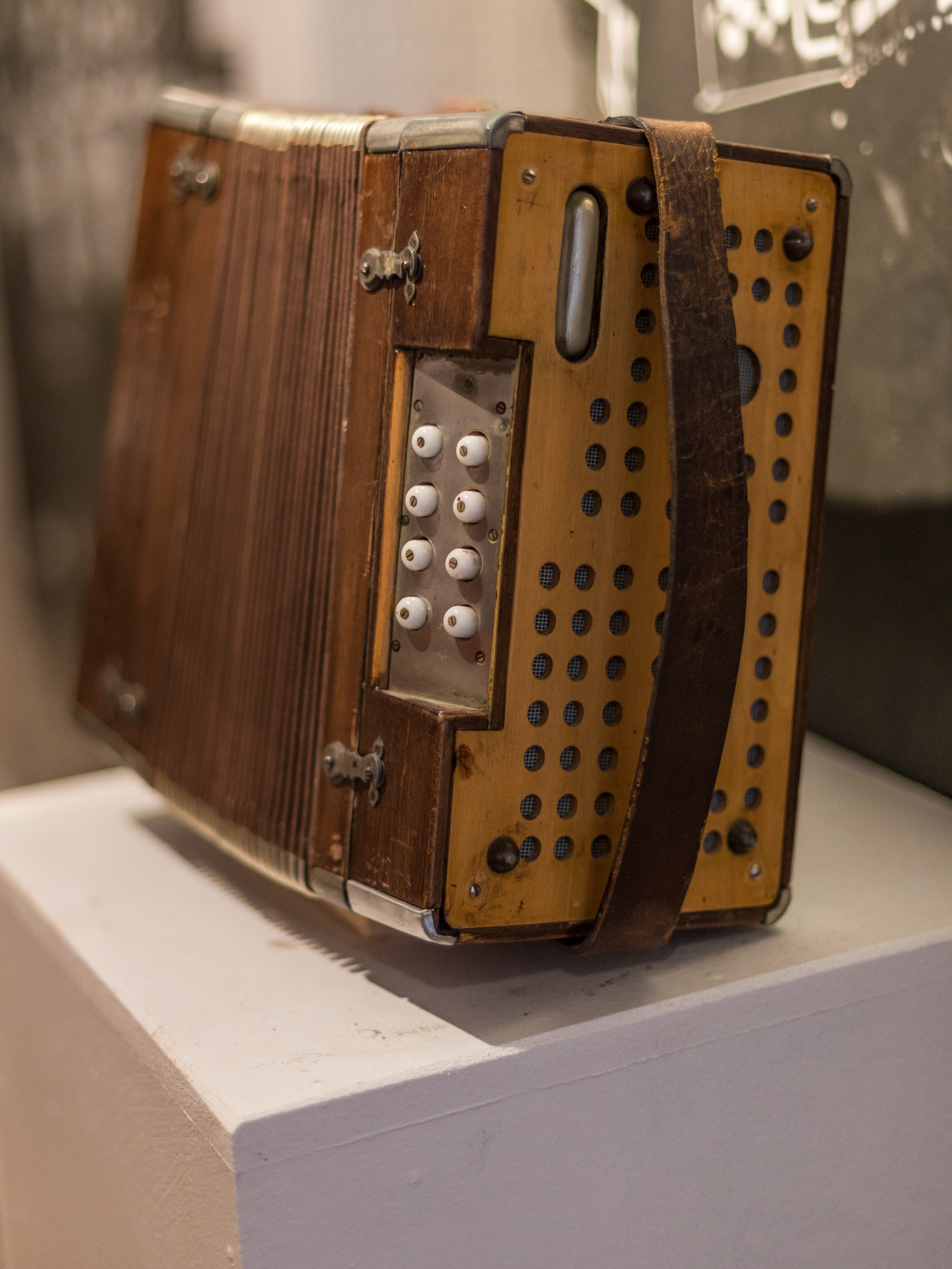
Dragspel på Carl Jularbo Museum, september 2017.

## Beskrivning
De vanliga dragspelen finns i två sorter: knappdragspel där diskanten spelas med små runda knappar, samt pianodragspel, som har pianoklaviatur i diskanten. På bägge sorterna är basen likadant konstruerad.
Ett fullstort dragspel har vanligen sex rader med knappar på vänsterhandsdelen (i basen). När en knapp i de två inre raderna trycks in ljuder endast en ton medan övriga basknappar ljuder som ett helt ackord (dur-, moll-, durseptim-, respektive helförminskade septimackord finns i var sin basrad). Basknapparna är placerade så att man utmed en rad rör sig enligt kvintcirkeln. På tre- till femradiga knappdragspel är diskantknapparna placerade så att tonavståndet alltid är ett helt tonsteg i den ena diagonalen, ett halvt i den andra. Vertikalt ligger knapparna i en liten ters avstånd och där två terser skapar en tritonus intervall. Det är därför förhållandevis lättare att byta tonart med ett knappdragspel än med ett pianodragspel, eftersom greppen i princip blir desamma, bara på en ny plats. Ett knappdragspel får också plats med fler toner per decimeter än ett pianodragspel, som å andra sidan är lättare att lära sig för den som är van vid andra klaverinstrument. Knappdragspels struktur ligger väl till och är liknande som finns i människans hand. Det erbjuder musikanten stora tekniska möjligheter för virtuost spel samt fina möjligheter för spel med stora intervaller. Blockackord är en annan finess med knappdragspel med dess klichéformad klaviatur.
Vissa knappdragspel har melodibas, vilket innebär att endast en ton ljuder när en basknapp spelas, oavsett rad. Dragspel med melodibas kallas på svenska ackordeon. De som spelar klassiska musikstycken på dragspel brukar oftast använda sådana. Melodibasen är oftast en spegelvändning av diskantklaviaturen, dvs högerhandsklaviaturen i ett knappspel, och förekommer i en variant som används i bland annat Ryssland, Belgien och Norge (ibland kallad "Norsk" eller "Rysk" läggning). Den andra varianten är den som används i Sverige, Tyskland, Frankrike, Holland, England och USA. Finland har ett eget system, lik det som brukas i Sverige, men hjälpraderna, de två diagonala rader i lodrät riktning längst in på ett svenskt instrument ligger i ett finskt spel längst ut. De ryska instrumentens melodibas har de mörka tonerna längst ner, medan de i ett svenskt instrument ligger högst upp, dvs i en exakt spegelvändning till diskantklaviaturen.
Små en- eller tvåradiga dragspel brukar ofta kallas för durspel. En variant av dragspel som är vanlig i tangomusik heter bandoneon. Bägge dessa sorters dragspel ger olika toner för samma knapp, beroende på om man trycker ihop eller drar ut bälgen. En concertina av Anglo-typ är också konstruerad på detta sätt (medan en English concertina har samma toner oavsett om bälgen trycks ihop eller dras isär). Den diatoniska principen med olika toner i samma position tillämpas även för munspel, som ger olika toner för sug respektive blås. Dessa små instrument hålls enbart mellan händerna, till skillnad från de större dragspelen, som på grund av sin tyngd måste hängas upp på musikantens axlar med remmar – ”ryggsäck på magen”. De större spelen är oftast femradiga, men två rader är dubbleringar och ger inte fler toner än ett treradigt dragspel, bara enklare fingersättning.
Dragspel, både stora dragspel och små durspel, är vanliga i svensk folkmusik och gammeldansmusik. Instrumentet förekommer också i countrymusik och används av många dansband. Dragspel förekommer också i mycket stor omfattning i den slaviska folkmusiken och i kulturen som finns i de berörda länderna.
De mest berömda svensktillverkade dragspelen är de av fabrikatet Hagström.

### Musettedragspelet
Musettedragspelet är byggd med parallella stämmor (kor) för varje ton, där den ena stämman avsiktligt stämts en aning uppåt, och det parallella koret en aning nedåt. Dragspelet får med detta stämningssätt en alldeles speciell klang. Musettedragspelet har i Frankrike varit typiskt för enklare danslokaler. Instrumentet har fått sitt namn från Musette de Cour, som är en säckpipa. Musettestämningen kan jämföras med spikpianots.

## Dragspelets sociala status
Inom så kallade finkulturella kretsar, som oftast framhåller klassisk musik, såg man länge ned på dragspelsmusik. Anklagelserna mot instrumentet har varit flera. När dragspelet togs upp inom den folkliga dansmusiken vid tiden för sekelskiftet 1800-1900 anklagades instrumentet för att ha tagit död på den ”äkta” folkmusiken. På 1950-talet handlade debatten om dragspelets roll som musikbildande instrument. Kritikerna ansåg att instrumentet var så undermåligt att det inte borde få användas i de populära musikcirklar som då var något av en landsomfattande folkrörelse. Den svenske kompositören och musikvetaren Sten Broman var en av alla de som offentligt angrep dragspelet, och med sin uttrycksfulla och ofta excentriska framtoning har han för många kommit att personifiera motståndet mot dragspelet. På senare tid har dragspelet fått höjd status, och det finns numera särskilda dragspelsklasser på flera av landets musikhögskolor.

## Kända dragspelare
- Benny Andersson
- Bernt Andersson
- Philemon Arthur
- Catharina Backman
- Sone Banger

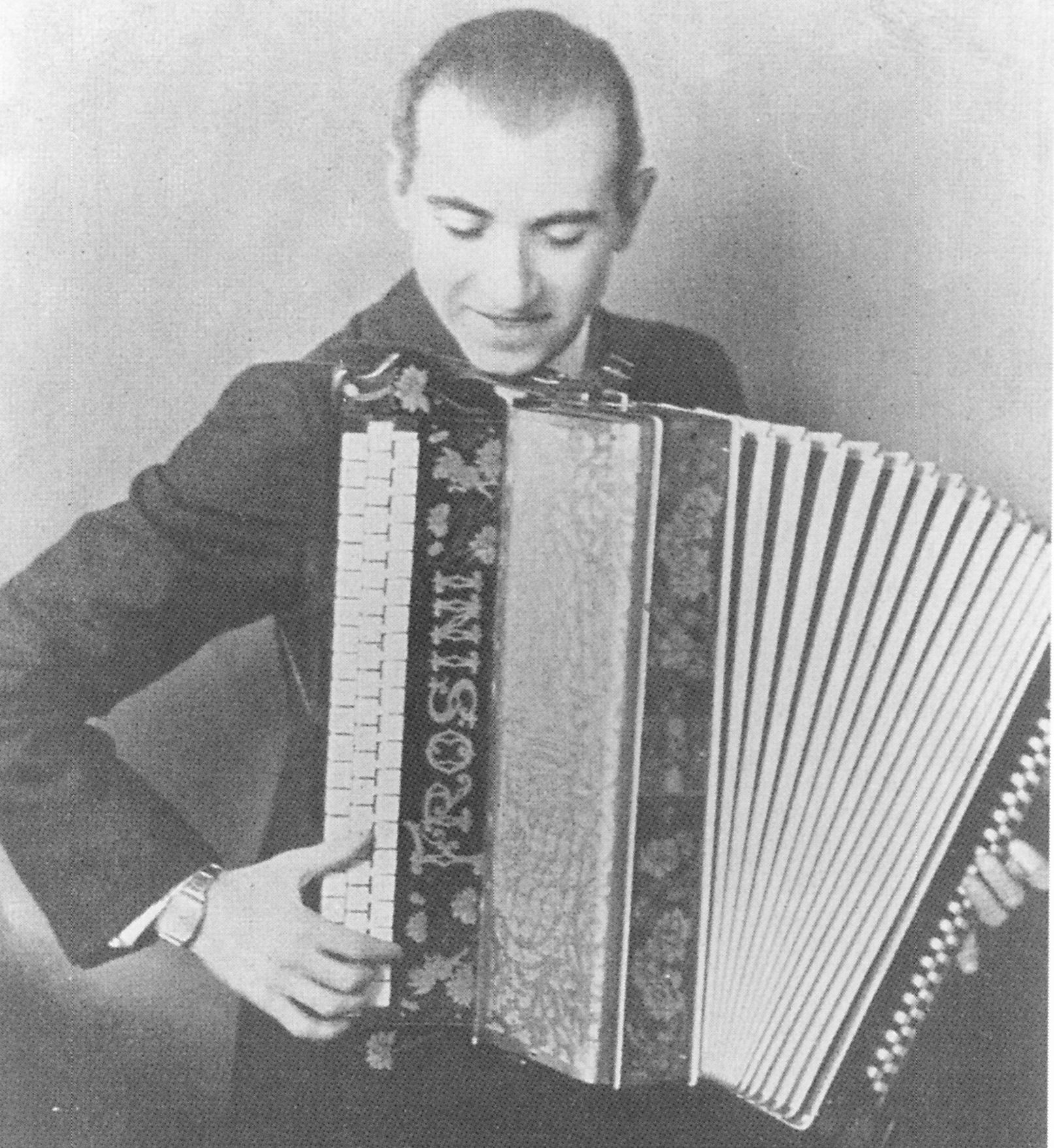
Pietro Frosini, 1940-talet

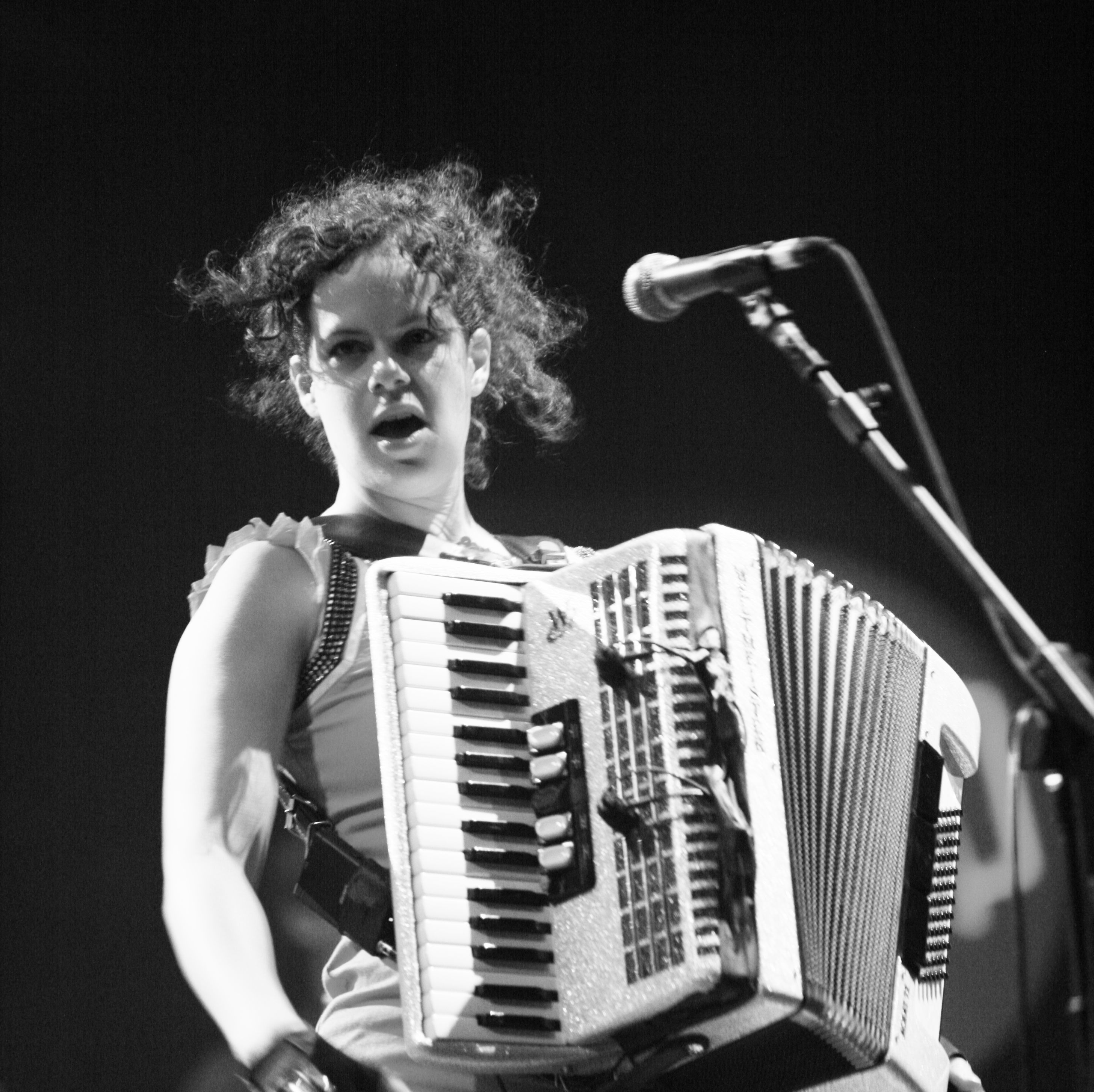
Régine Chassagne 2007

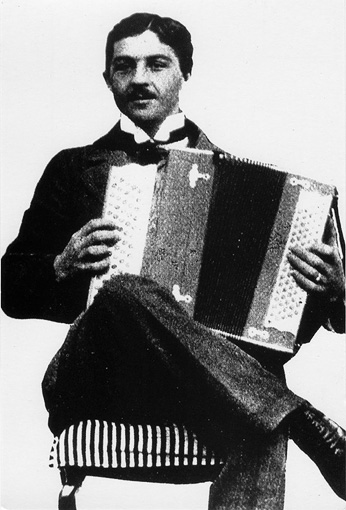
Calle Jularbo

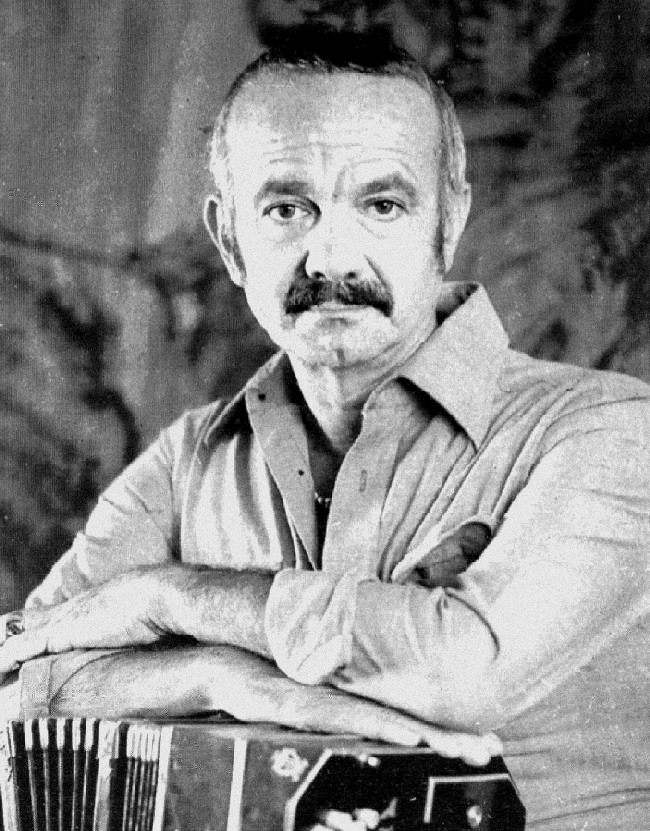
Ástor Piazzolla med sin bandoneon 1971

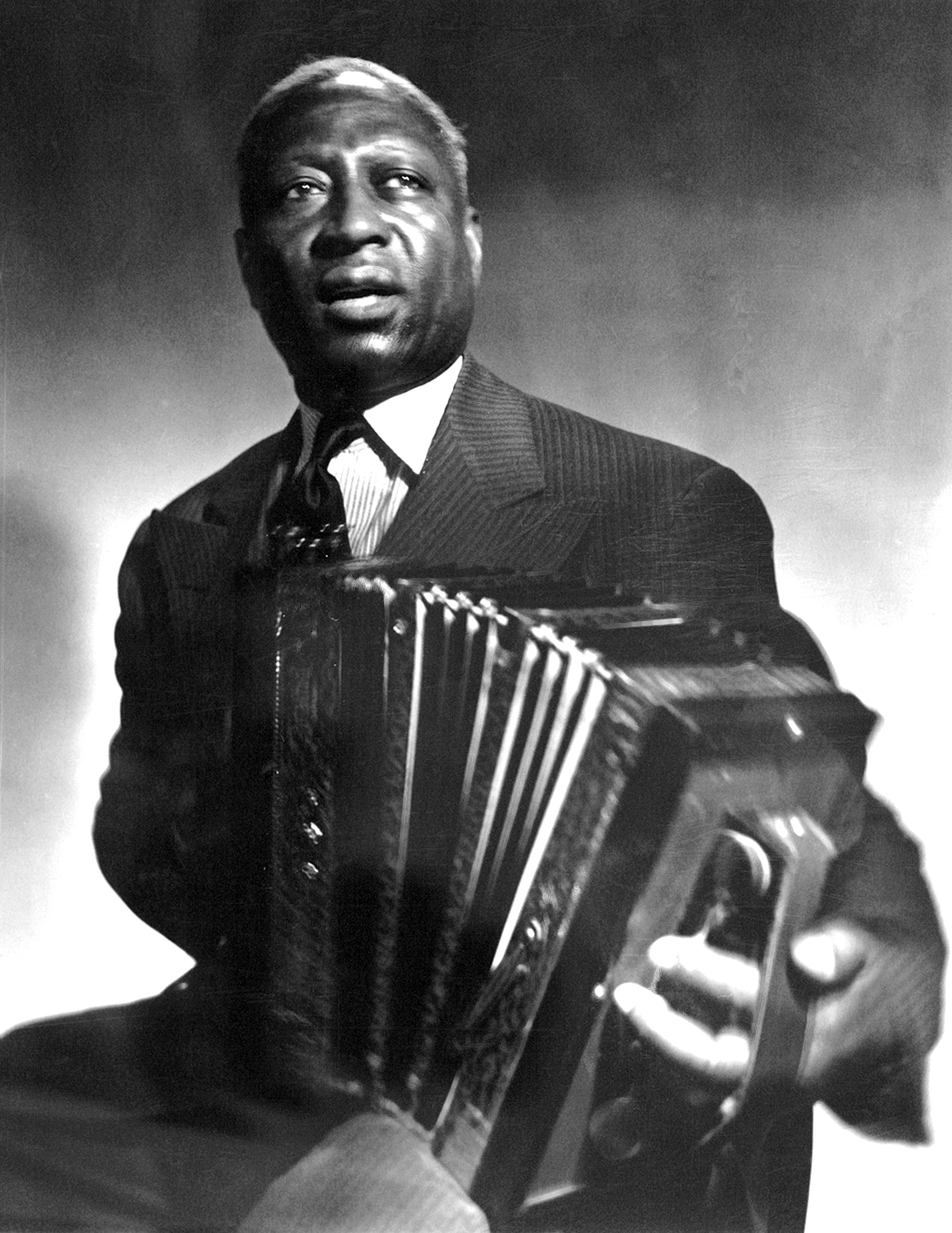
Leadbelly omkring 1942

- Kallis Bengtsson – Konsertaccordeonist
- Leif Björklund
- Bångbro-Stina (eg. Stina Karlsson)
- Roland Cedermark
- Régine Chassagne
- Clifton Chenier
- Eskil Columbus
- Kikki Danielsson[9]
- Pietro Deiro
- Allan Edwall
- Pierre Eriksson
- Danny Federici
- Erik Frank
- Pietro Frosini
- Rune (Gnesta-Kalle) Gnestadius
- Erling Grönstedt
- Karl Grönstedt
- Ted Gärdestad
- Charles Helmér
- Lars Hollmer
- Lars Holm
- Garth Hudson
- Bengan Janson
- Olle Johnny
- Calle Jularbo
- Ebbe Jularbo
- Maria Kalaniemi
- Lars Karlsson
- Leadbelly
- Magnus Lindh
- Nisse Lind
- Målle Lindberg
- Johnny Ludvigsson
- Willy Lundin
- Gunnar Lundgren
- Charles Magnante
- Eddie Meduza
- Gunnar Molthon
- Ale Möller
- Helmer Nerlund
- Pauline Oliveros
- Stig Olsson
- Richard Reed Parry
- Leif Pepparn Pettersson
- Astor Piazzolla
- Queen Ida
- Lars Rudolfsson
- Italo Salizzato
- Karl-Erik Sandberg
- Evert Sandin
- Sivuca
- Sölve Strand
- Danne Stråhed
- Glenn Sundberg (Glade Glenn)
- Ragnar Sundquist
- Walle Söderlund
- Hasse Tellemar
- Yann Tiersen
- Krister Ulvenhoff
- Hans Wahlgren
- Andrew Walter
- Olav Wernersen
- Lennart Wärmell
- Weird Al Yankovic
- Sigurd Ågren